# Absolute Beginners (film)
Absolute Beginners is een Britse drama-, musical- en romantische film uit 1986. De film is gebaseerd op het gelijknamige boek van Colin MacInnes uit 1959 en gaat over het leven in Londen gedurende de tweede helft van de jaren '50 van de twintigste eeuw. De hoofdrollen worden gespeeld door Eddie O'Connell, Patsy Kensit, James Fox, Edward Tudor-Pole, Anita Morris en David Bowie. Ook Sade Adu, Ray Davies en Steven Berkoff vertolken belangrijke rollen in de film. In 1986 werd de film buiten mededinging vertoond tijdens het filmfestival van Cannes. De film kreeg in het Verenigd Koninkrijk enige media-aandacht, maar leed onder slechte kritieken en werd een flop. De titelsong van Bowie werd wel een wereldwijde hit.
De filmstudio Goldcrest Films zou failliet zijn gegaan door het floppen van Absolute Beginners en twee andere films.

## Plot
In 1958 stond een nieuwe generatie op. De Tweede Wereldoorlog was al enige tijd afgelopen, maar The Beatles en The Rolling Stones bestonden nog niet. Jazz werd geleidelijk vervangen door rock-'n-roll. De werkende klasse van Londen wordt opgeschud door rassenrellen. Ondertussen wordt de jonge fotograaf Colin verliefd op de styliste Crepe Suzette, die alleen maar aan haar eigen carrière denkt.

## Rolverdeling
| Acteur               | Personage         |
| -------------------- | ----------------- |
| Eddie O'Connell      | Colin             |
| Patsy Kensit         | Crepe Suzette     |
| James Fox            | Henley of Mayfair |
| David Bowie          | Vendice Partners  |
| Edward Tudor-Pole    | Ed the Ted        |
| Anita Morris         | Dido Lament       |
| Graham Fletcher-Cook | Wizard            |
| Tony Hippolyte       | Mr. Cool          |
| Bruce Payne          | Flikker           |
| Paul Rhys            | Dean Swift        |
| Lionel Blair         | Harry Charms      |
| Eve Ferret           | Big Jill          |
| Ray Davies           | Arthur            |
| Sade Adu             | Athene Duncannon  |
| Mandy Rice-Davies    | Mum               |
| Julian Firth         | The Misery Kid    |
| Alan Freeman         | Call-Me-Cobber    |
| Steven Berkoff       | The Fanatic       |
| Chris Pitt           | Baby Boom         |
| Gary Beadle          | Johnny Wonder     |
| Robbie Coltrane      | Mario             |
| Carmen Ejogo         | Carmen            |
| Ronald Fraser        | Amberley Drove    |
| Joe McKenna          | Fabulous Hoplite  |
| Irene Handl          | Mrs. Larkin       |
| Peter-Hugo Daly      | Vern              |
| Sylvia Syms          | Cynthia Eve       |
| Slim Gaillard        | Lloyd             |
| Eric Sykes           | Arcade Worker     |

## Muziek
De filmmuziek is gecomponeerd en uitgevoerd door Gil Evans. Ook werd, Gelijktijdig met de film, het soundtrackalbum Absolute Beginners: The Original Motion Picture Soundtrack uitgebracht. De titelsong van David Bowie, "Quiet Life" van Ray Davies" en "Have You Ever Had It Blue?" van The Style Council werden als singles uitgebracht.
| Nr. | Titel                      | Schrijver(s)                          | Uitgevoerd door   | Duur |
| --- | -------------------------- | ------------------------------------- | ----------------- | ---- |
| 1.  | Absolute Beginners         | David Bowie                           | David Bowie       | 7:58 |
| 2.  | Killer Blow                | Sade Adu, Simon Booth, Larry Stabbins | Sade              | 4:34 |
| 3.  | Have You Ever Had It Blue? | Paul Weller                           | The Style Council | 5:36 |
| 4.  | Quiet Life                 | Ray Davies                            | Ray Davies        | 2:55 |
| 5.  | Va Va Voom                 | Gil Evans                             | Gil Evans         | 3:26 |

| Nr. | Titel             | Schrijver(s)                               | Uitgevoerd door                | Duur |
| --- | ----------------- | ------------------------------------------ | ------------------------------ | ---- |
| 6.  | That's Motivation | Bowie                                      | David Bowie                    | 4:14 |
| 7.  | Having It All     | Geoff Beauchamp, Alex Godson, Patsy Kensit | Eighth Wonder met Patsy Kensit | 3:06 |
| 8.  | Rodrigo Bay       | Booth, Stabbins                            | Working Week                   | 3:27 |
| 9.  | Selling Out       | Slim Gaillard, Tot Taylor, Julien Temple   | Slim Gaillard                  | 3:34 |
| 10. | Riot City         | Jerry Dammers                              | Jerry Dammers                  | 8:28 |

| Nr. | Titel                                      | Schrijver(s)                       | Uitgevoerd door | Duur |
| --- | ------------------------------------------ | ---------------------------------- | --------------- | ---- |
| 11. | Boogie Stop Shuffle (Rough and the Smooth) | Charles Mingus                     | Gil Evans       | 3:01 |
| 12. | Ted Ain't Dead                             | Edward Tudor-Pole, Temple          | Tenpole Tudor   | 2:35 |
| 13. | Volare (Nel Blu Dipinto Di Blu)            | Franco Migliacci, Domenico Modugno | David Bowie     | 3:13 |
| 14. | Napoli                                     | Clive Langer, Temple               | Clive Langer    | 4:09 |
| 15. | Little Cat (You Never Had It So Good)      | Nick Lowe                          | Jonas           | 2:19 |
| 16. | Absolute Beginners (Slight Refrain)        | Bowie                              | Gil Evans       | 0:38 |

| Nr. | Titel                                             | Schrijver(s)   | Uitgevoerd door             | Duur |
| --- | ------------------------------------------------- | -------------- | --------------------------- | ---- |
| 17. | Better Git It in Your Soul (The Hot and the Cold) | Mingus         | Gil Evans                   | 1:49 |
| 18. | Landlords and Tenants                             | Laurel Aitken  | Laurel Aitken               | 2:46 |
| 19. | Santa Lucia                                       | Ekow Abban     | Ekow Abban                  | 3:49 |
| 20. | Cool Napoli                                       | Langer, Temple | Gil Evans                   | 2:01 |
| 21. | So What? (Lyric Version)                          | Smiley Culture | Miles Davis, Smiley Culture | 4:18 |
| 22. | Absolute Beginners (Refrain)                      | Bowie          | Gil Evans                   | 1:37 |